# Torneig d'escacs de Mar del Plata de 1941
El torneig de Mar del Plata de 1941 fou la quarta edició d'aquest torneig. Se celebrà a Mar del Plata, Argentina, el març de 1941. Els primers tres torneigs internacionals de Mar del Plata (dels anys 1928, 1934, 1936) foren considerats respectivament el tercer, quart, i sisè Campionat d'escacs sud-americà (Torneo Sudamericano). El primer Torneio Sulamericano va tenir lloc a Montevideo (Carrasco), Uruguai, el 1921/22.
Després de la 8a Olimpíada d'escacs de Buenos Aires 1939, molts dels seus participants varen decidir de quedar-se a l'Argentina a causa de l'esclat de la II Guerra Mundial. El torneig de Mar del Plata de 1941 va incloure al seu quadre onze refugiats europeus i dos jugadors afectats pels problemes del Mandat Britànic de Palestina.
El quadre de classificació i resultats fou el següent:
| #  | Jugador             | País d'origen        | País d'adopció | 1 | 2 | 3 | 4 | 5 | 6 | 7 | 8 | 9 | 10 | 11 | 12 | 13 | 14 | 15 | 16 | 17 | 18 | Total | Berger |
| -- | ------------------- | -------------------- | -------------- | - | - | - | - | - | - | - | - | - | -- | -- | -- | -- | -- | -- | -- | -- | -- | ----- | ------ |
| 1  | Gideon Ståhlberg    | Suècia               | Suècia         | x | ½ | ½ | ½ | ½ | ½ | 1 | 1 | 1 | 1  | ½  | ½  | 1  | 1  | ½  | 1  | 1  | 1  | 13    |        |
| 2  | Miguel Najdorf      | Polònia              | Argentina      | ½ | x | ½ | 1 | 1 | 1 | 1 | ½ | 1 | ½  | ½  | ½  | 1  | 1  | 0  | 1  | ½  | 1  | 12½   |        |
| 3  | Erich Eliskases     | Àustria              | Argentina      | ½ | ½ | x | ½ | ½ | 1 | ½ | 1 | ½ | ½  | ½  | 1  | ½  | ½  | 1  | ½  | 1  | 1  | 11½   |        |
| 4  | Ludwig Engels       | Alemanya             | Brasil         | ½ | 0 | ½ | x | ½ | ½ | 1 | 1 | 1 | 0  | ½  | 1  | 1  | 1  | 1  | ½  | 0  | 1  | 11    | 87.75  |
| 5  | Paulino Frydman     | Polònia              | Argentina      | ½ | 0 | ½ | ½ | x | 0 | ½ | ½ | ½ | ½  | 1  | 1  | ½  | 1  | 1  | 1  | 1  | 1  | 11    | 80.50  |
| 6  | Moshe Czerniak      | Polònia / Palestina  | Israel         | ½ | 0 | 0 | ½ | 1 | x | ½ | 1 | 0 | ½  | 1  | ½  | 1  | 0  | 0  | 1  | 1  | 1  | 9½    | 73.25  |
| 7  | Movsas Feigins      | Letònia              | Argentina      | 0 | 0 | ½ | 0 | ½ | ½ | x | 0 | 1 | ½  | 1  | 1  | 1  | 1  | 1  | ½  | 0  | 1  | 9½    | 70.25  |
| 8  | Carlos Guimard      | Argentina            | Argentina      | 0 | ½ | 0 | 0 | ½ | 0 | 1 | x | 1 | 1  | 1  | ½  | ½  | ½  | 0  | 1  | 1  | 1  | 9½    | 69.75  |
| 9  | Julio Bolbochán     | Argentina            | Argentina      | 0 | 0 | ½ | 0 | ½ | 1 | 0 | 0 | x | 1  | ½  | 1  | ½  | ½  | 1  | ½  | 1  | 1  | 9     |        |
| 10 | Paul Michel         | Alemanya             | Argentina      | 0 | ½ | ½ | 1 | ½ | ½ | ½ | 0 | 0 | x  | ½  | 0  | ½  | ½  | ½  | ½  | 1  | 1  | 8     | 61.75  |
| 11 | Franciszek Sulik    | Polònia              | Austràlia      | ½ | ½ | ½ | ½ | 0 | 0 | 0 | 0 | ½ | ½  | x  | 1  | 1  | ½  | 0  | ½  | 1  | 1  | 8     | 61.00  |
| 12 | Juan Vinuesa        | Argentina            | Argentina      | ½ | ½ | 0 | 0 | 0 | ½ | 0 | ½ | 0 | 1  | 0  | x  | ½  | 1  | 1  | 1  | 1  | ½  | 8     | 57.75  |
| 13 | Jacobo Bolbochán    | Argentina            | Argentina      | 0 | 0 | ½ | 0 | ½ | 0 | 0 | ½ | ½ | ½  | 0  | ½  | x  | ½  | 1  | 1  | 1  | 1  | 7½    |        |
| 14 | Ilmar Raud          | Estònia              | Argentina      | 0 | 0 | ½ | 0 | 0 | 1 | 0 | ½ | ½ | ½  | ½  | 0  | ½  | x  | 1  | ½  | ½  | ½  | 6½    |        |
| 15 | Juan Traian Iliesco | Romania              | Argentina      | ½ | 1 | 0 | 0 | 0 | 1 | 0 | 1 | 0 | ½  | 1  | 0  | 0  | 0  | x  | ½  | 0  | ½  | 6     |        |
| 16 | Markas Luckis       | Lituània             | Argentina      | 0 | 0 | ½ | ½ | 0 | 0 | ½ | 0 | ½ | ½  | ½  | 0  | 0  | ½  | ½  | x  | 1  | ½  | 5½    |        |
| 17 | Victor Winz         | Alemanya / Palestina | Argentina      | 0 | ½ | 0 | 1 | 0 | 0 | 1 | 0 | 0 | 0  | 0  | 0  | 0  | ½  | 1  | 0  | x  | ½  | 4½    |        |
| 18 | Sonja Graf          | Alemanya             | Estats Units   | 0 | 0 | 0 | 0 | 0 | 0 | 0 | 0 | 0 | 0  | 0  | ½  | 0  | ½  | ½  | ½  | ½  | x  | 2½    |        |